# Madame Bovary

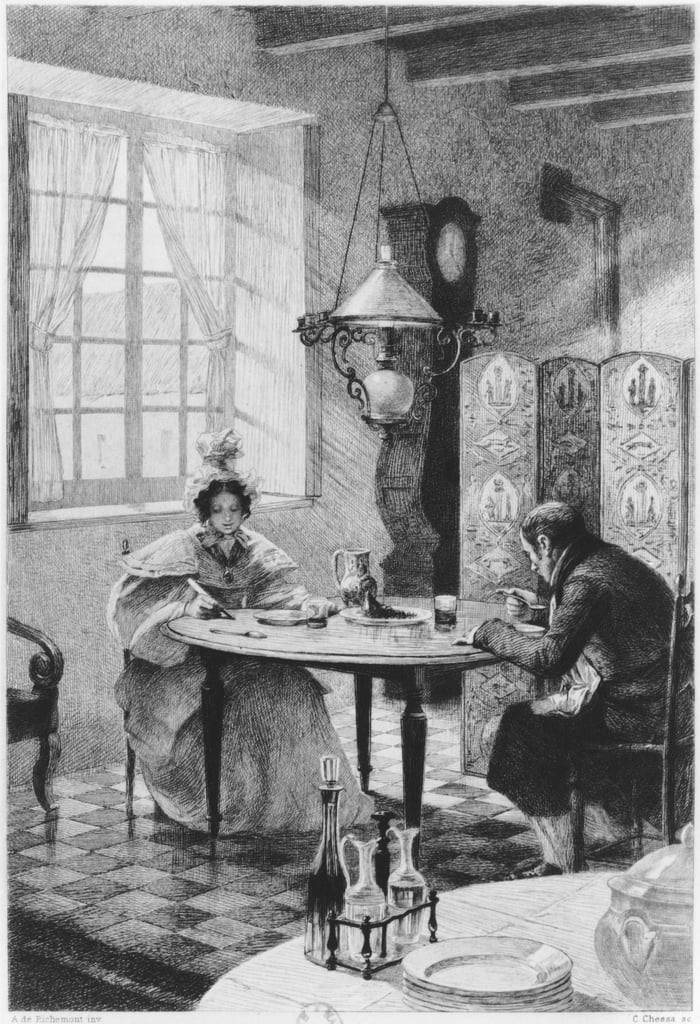
Illustratie bij Engelse uitgave uit 1905

Madame Bovary is de debuutroman van de Franse schrijver Gustave Flaubert. Het werk wordt algemeen gezien als een van de belangrijkste romans uit de westerse literatuurgeschiedenis, en als het absolute hoogtepunt uit het oeuvre van Flaubert. Het is baanbrekend geweest voor de stroming van het realisme in de literatuur. Mede hierdoor is het een van de invloedrijkste romans uit de literatuurgeschiedenis geworden.
De roman werd in 1856 gepubliceerd en zorgde indertijd voor een schandaal vanwege de vermeende obsceniteiten.
De roman draait om de vrouw van een dokter, Emma Bovary, die regelmatig overspel pleegt en boven haar stand leeft om zo aan de banaliteit en de leegheid van het provinciale leven te ontsnappen. Ook al is het basisverhaal in wezen simpel, zelfs archetypisch, de ware kunst van de roman ligt in de details en verborgen patronen. Flaubert was berucht om zijn drang naar perfectie in zijn schrijven en beweerde altijd op zoek te zijn naar le mot juste (het juiste woord).

## Ontvangst en waardering
Toen de roman voor het eerst als feuilleton werd gepubliceerd in La Revue de Paris tussen 1 oktober 1856 en 15 december 1856, werd Flaubert door openbare aanklagers vervolgd voor obsceniteiten. Dat resulteerde in een geruchtmakende rechtszaak in januari 1857. Na de vrijspraak op 7 februari, werd het een bestseller in boekvorm in april 1857, en wordt nu gezien als een van de eerste moderne realistische romans uit de wereldliteratuur. De roman wordt door critici geprezen om zijn psychologische diepgang en de sterk uitgewerkte sociale kritiek.
Over de roman schreef Henry James: "Madame Bovary heeft een perfectie waarmee het zich niet alleen onderscheidt, maar ervoor zorgt dat het bijna op eenzame hoogte staat". Vladimir Nabokov zei over Madame Bovary: "stilistisch is het proza dat doet wat poëzie behoort te doen". En tot slot noemde Julian Barnes het simpelweg "de beste roman ooit geschreven".

## Vertalingen
Het boek is een aantal malen vertaald in het Nederlands: in 1904 door G.H. Priem, in 1940 door Cees Kelk, in 1960 door Margot Bakker en in 1987 door Hans van Pinxteren.

## Verfilmingen
Er zijn verschillende verfilmingen van Madame Bovary gemaakt. Er volgt hieronder daarvan een lijst met de regisseur erbij genoemd, tenzij anders vermeld.
- Madame Bovary (1934), door Jean Renoir
- Madame Bovary (1937), door Gerhard Lamprecht
- Madame Bovary (1942), met Annie van Ees in de titelrol
- Madame Bovary (1947), door Carlos Schlieper
- Madame Bovary (1949), door Vincente Minnelli
- Spasi i sokhrani (1989), door Aleksandr Sokoerov
- Madame Bovary (1991), door Claude Chabrol
- Madame Bovary (2000), door Tim Fywell
- Madame Bovary (2014), door Sophie Barthes